# 125丁目 (マンハッタン)
座標: 北緯40度48分39秒 西経73度57分09秒 / 北緯40.8108度 西経73.9526度

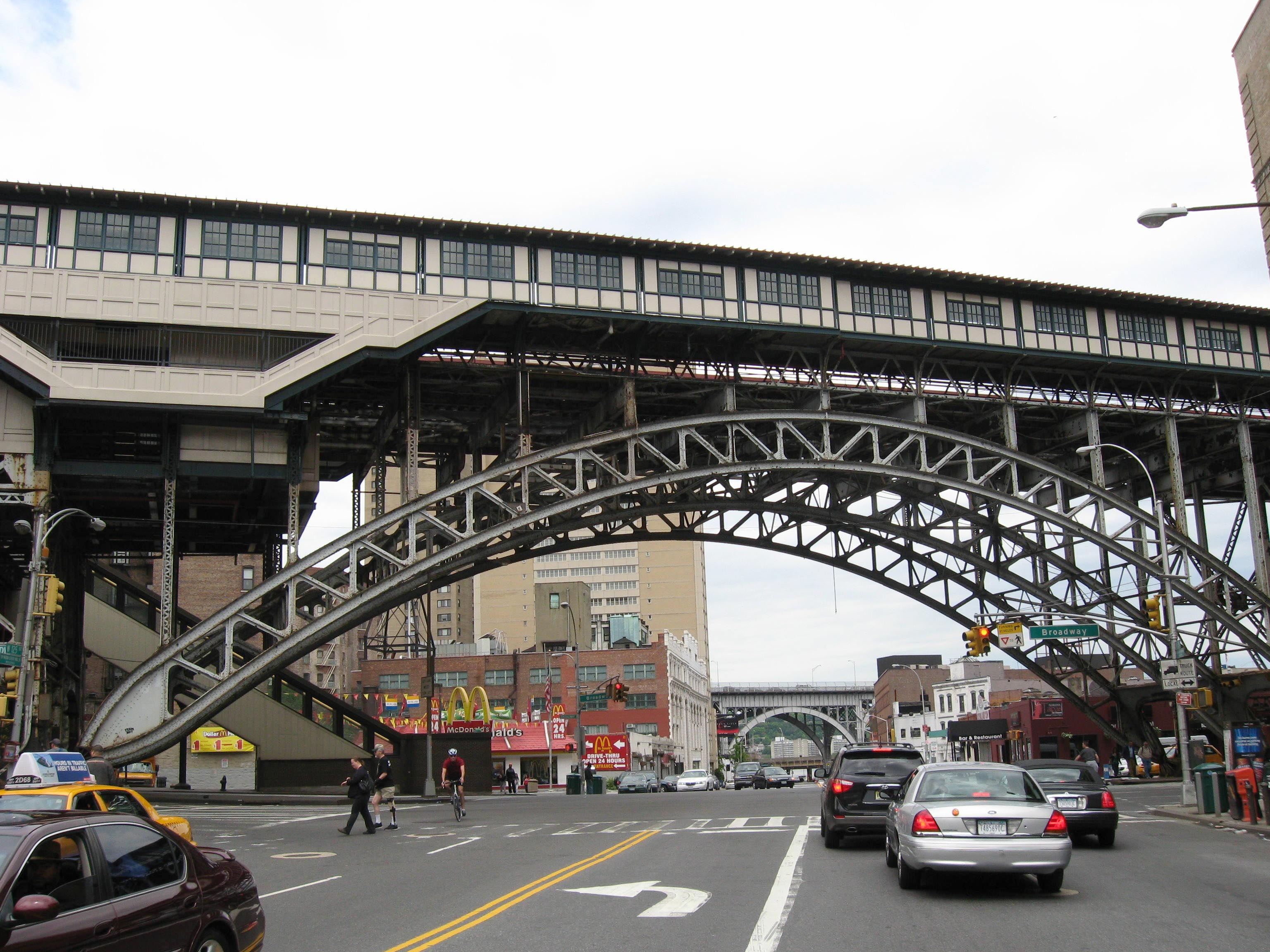
ブロードウェイと西125丁目の交差点からハドソン川のある西側を見る。頭上に見えるのはニューヨーク市地下鉄IRTブロードウェイ-7番街線の125丁目駅。

125丁目（125ちょうめ、英：125th Street）はニューヨーク市マンハッタン区ハーレムを東西に貫く両方向通行の通りである。東は1番街とウィリス・アベニュー橋流入路との交差点、西はハドソン川沿いのヘンリー・ハドソン・パークウェイとの交差点が終端となっている。5番街との交差点より西側が西125丁目、東側が東125丁目となっている。125丁目はハーレムのメインストリートと考えられており、キング牧師ことマーティン・ルーサー・キング・ジュニアの名を取りマーティン・ルーサー・キング・ジュニア・ブールバード (Martin Luther King, Jr., Boulevard) とも呼ばれている。

## 歴史
125丁目は1811年委員会計画で敷設が決定され、マンハッタン区の方格設計において幅100フィート（30メートル）の東西に伸びる15の通りのうちの1つとなった(他の通りは60フィート（18メートル）幅)。

## 沿道

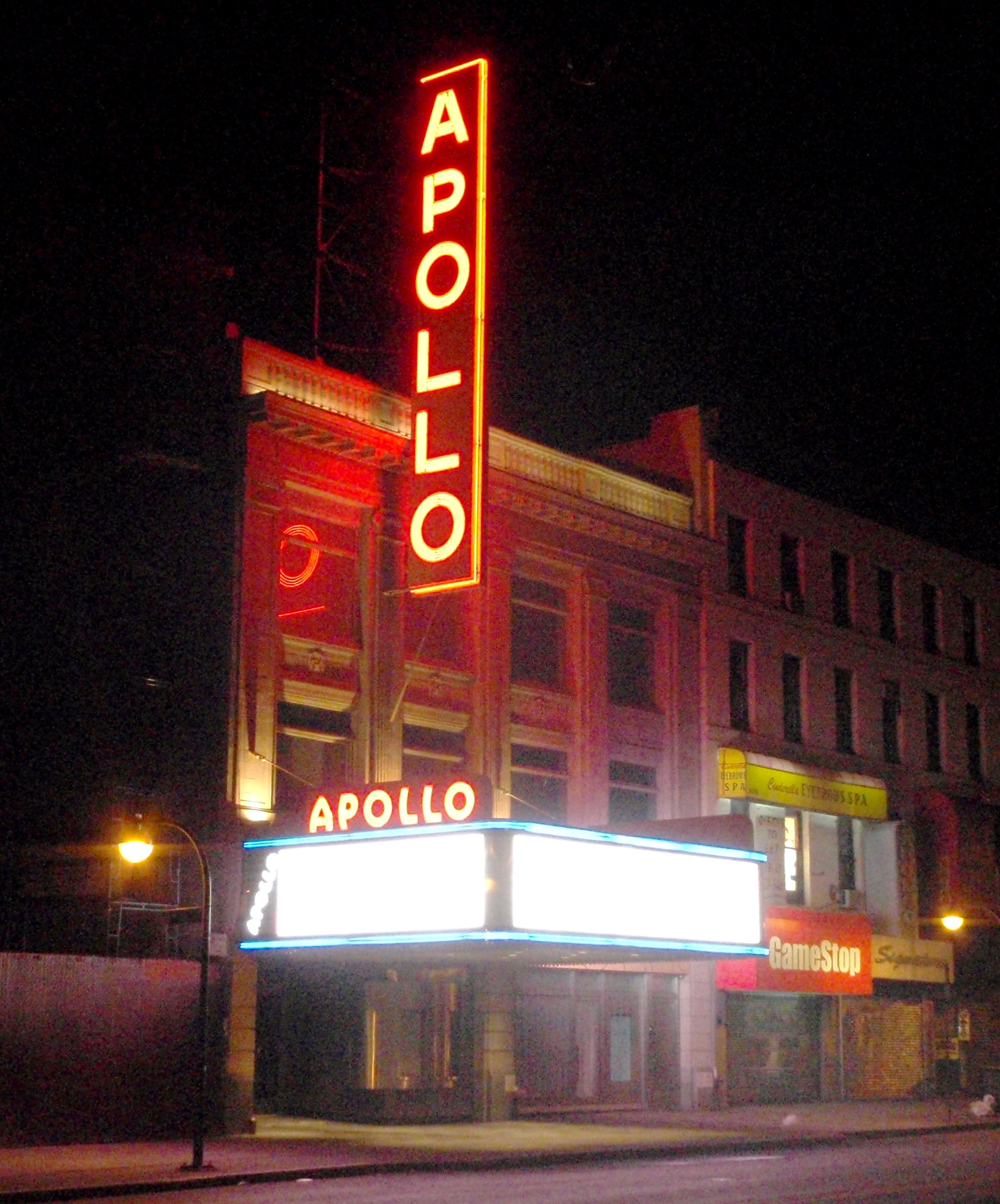
世界的に有名なアポロ・シアター

通りの西側はヘンリー・ハドソン・パークウェイへのインターチェンジと130丁目との交差点から始まり、モーニングサイドとマンハッタンビルの間を南東に向かって走る。その後、モーニングサイド・アベニューとの交差点より真東に進路を変え2番街との交差点東側でロバート・F・ケネディ橋（トライボロー橋）への流入出路が分岐する。125丁目はそこから1ブロック東の1番街とウィリス・アベニュー橋流入路との交差点が終端で、FDRドライブの南行に進入可能である（北行は出口のみ）。
沿道の名所としてはアポロ・シアターやアダム・クレイトン・パウエル・ジュニア・ステート・オフィス・ビルディング、ホテル・テリーザ、ハーレム・スタジオ美術館、マウント・モリス銀行ビルディング、ハーレム・チルドレンズ・ゾーン、セント・ジョゼフ聖家族教会、ウェスト・エンド・シアターが挙げられる。

## 断層
地殻のリフトはイースト川からニュージャージー州まで125丁目の下を通っており、125丁目断層 (125th Street Fault) あるいはマンハッタンビル断層 (Manhattanville Fault) と呼ばれている。この断層の活動により1737年にマグニチュード5.2の地震、1981年に2回の小規模な地震、2001年にマグニチュード2.4の地震が発生したと考えられている。断層線はセントラル・パーク直下を横切りルーズベルト島まで続いている。また、この断層の亀裂が深かったことからニューヨーク市地下鉄IRTブロードウェイ-7番街線はトンネルが建設できず、やむを得ず122丁目と135丁目の間を高架橋（トレッスル橋）で通過することとなった。

## 公共交通機関
125丁目には西から東へ向かって以下のニューヨーク市地下鉄の駅がある：
- IRTブロードウェイ-7番街線125丁目駅 (1 系統の列車)：ブロードウェイとの交差点
- IND8番街線125丁目駅 (A B C D 系統の列車)：セント・ニコラス・アベニューとの交差点
- IRTレノックス・アベニュー線125丁目駅 (2 3 系統の列車)：レノックス・アベニューとの交差点
- IRTレキシントン・アベニュー線125丁目駅 (4 5 6 <6> 系統の列車)：レキシントン・アベニューとの交差点

以下のニューヨーク市バス路線が125丁目を運行している。区間を表記しているものはその区間を125丁目経由で走行しており、道路名のみのものはその道路との交差点にバス停がある:
- Bx15系統：南行2番街 - リバーサイド・ドライブ間、北行129丁目 - 1番街間
- M100系統：南行アムステルダム・アベニュー - 3番街間、北行2番街 - アムステルダム・アベニュー間
- M101系統：南行アムステルダム・アベニュー - レキシントン・アベニュー間、北行3番街 - アムステルダム・アベニュー間
- M60 SBS系統：東行・西行アムステルダム・アベニュー - 2番街間
- M5系統：リバーサイド・ドライブ
- M4系統・南行M104系統：ブロードウェイ
- M3系統：セント・ニコラス・アベニュー
- M10系統：フレデリック・ダグラス・ブールバード
- M2系統：アダム・クレイトン・パウエル・ジュニア・ブールバード
- M7系統・M102系統：レノックス・アベニュー
- M1系統：マディソン・アベニュー (北行)、5番街 (南行)
- M98系統：パーク・アベニュー (南行)、3番街 (北行)
- M103系統：レキシントン・アベニュー (南行)、3番街 (北行)
- M35系統：レキシントン・アベニュー (東行)
- M15系統・M15 SBS系統：2番街 (南行)、1番街 (北行)

パーク・アベニューとの交差点にメトロノース鉄道ハドソン線・ハーレム線・ニューヘイブン線のハーレム125丁目駅がある。
現在順次建設が行われているIND2番街線は将来的に既存のIRTレキシントン・アベニュー線125丁目駅およびメトロノース鉄道ハーレム125丁目駅に接続する駅を北側ターミナル駅とする予定である。

## 画像

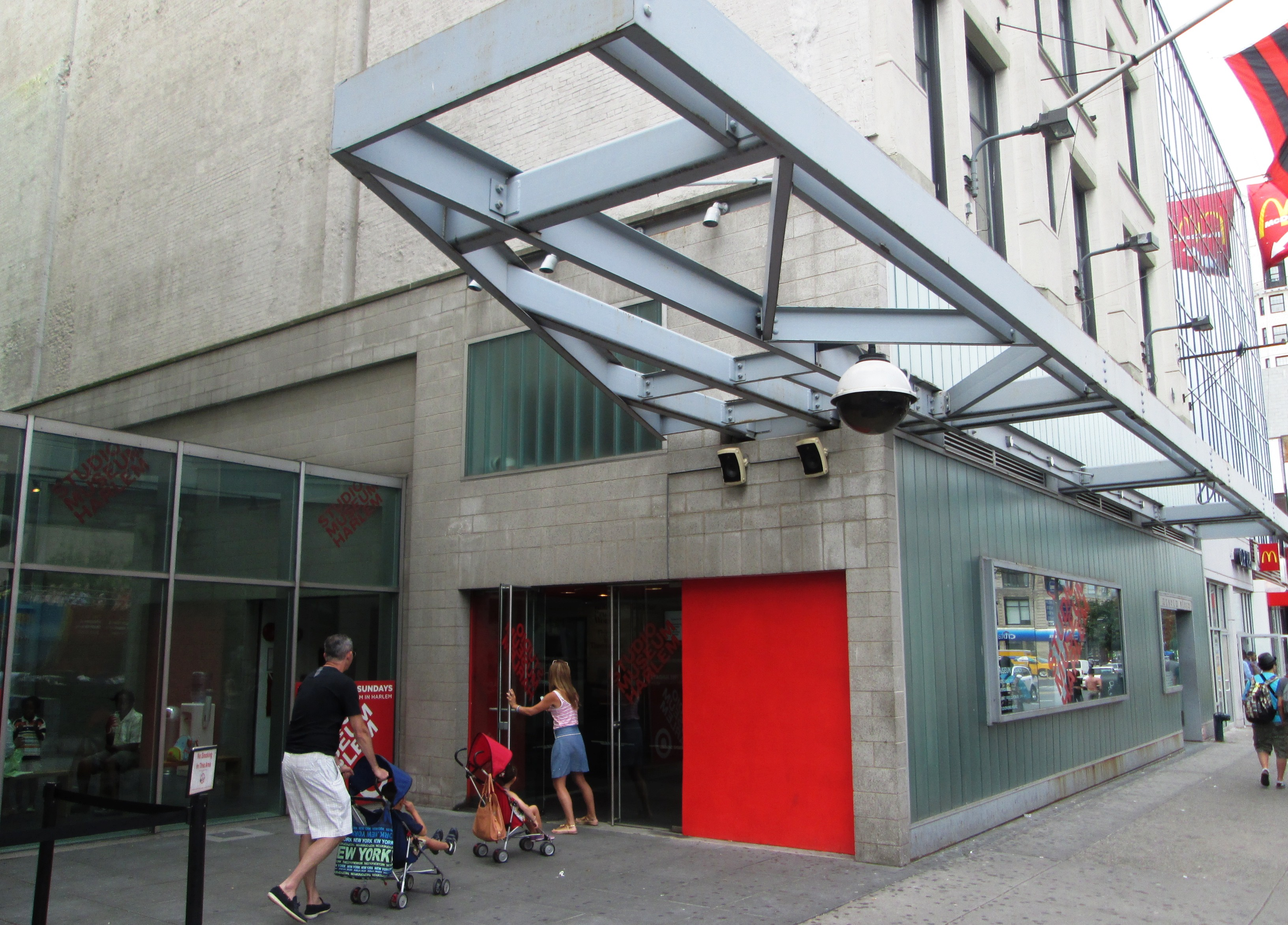
ハーレム・スタジオ美術館 (144 西125丁目)
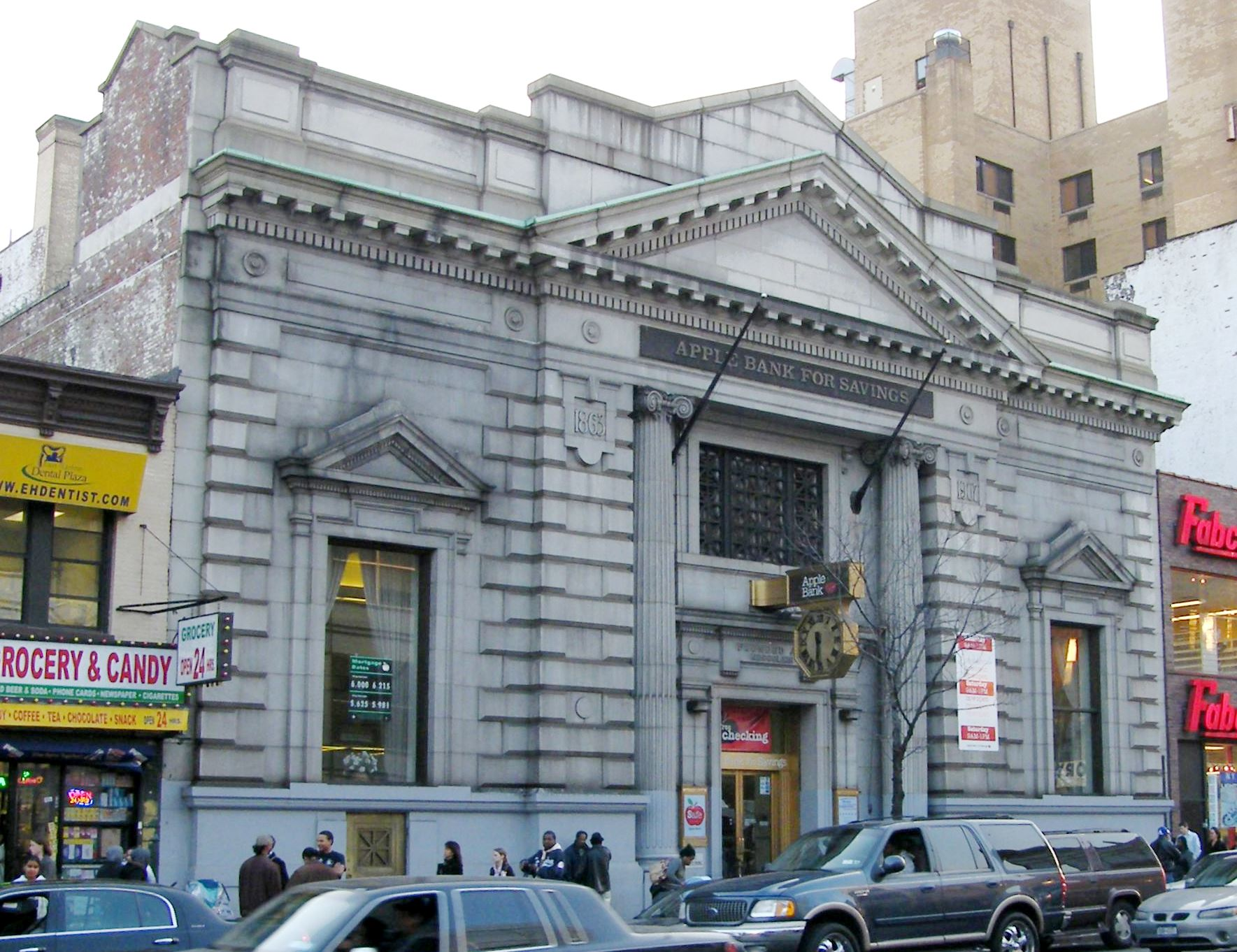
ハーレム貯蓄銀行 アメリカ合衆国国家歴史登録財 (NRHP) 登録 (123 東125丁目)
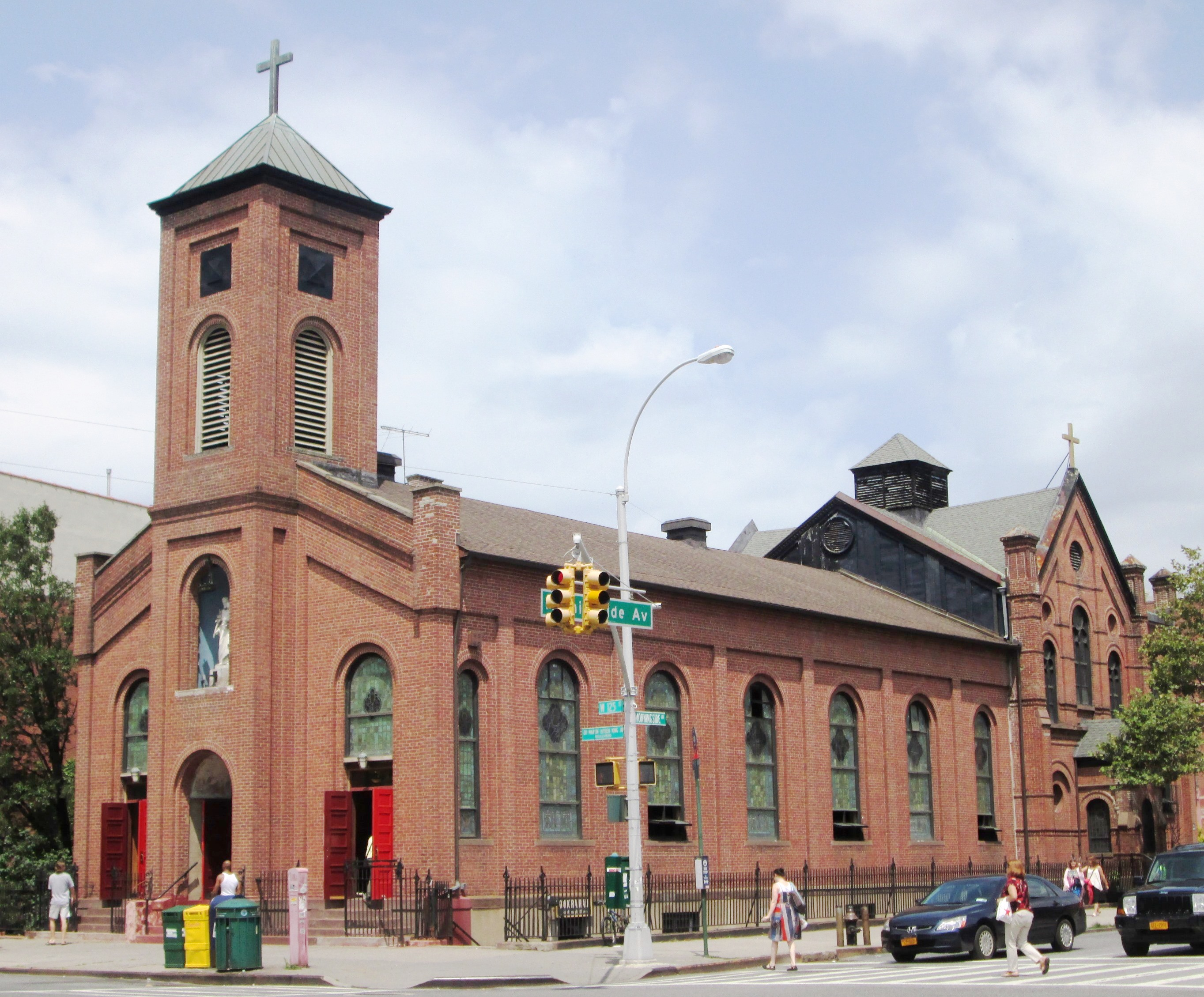
ハーレムで現存する最も古い教会である セント・ジョゼフ聖家族教会[11] (401 西125丁目)
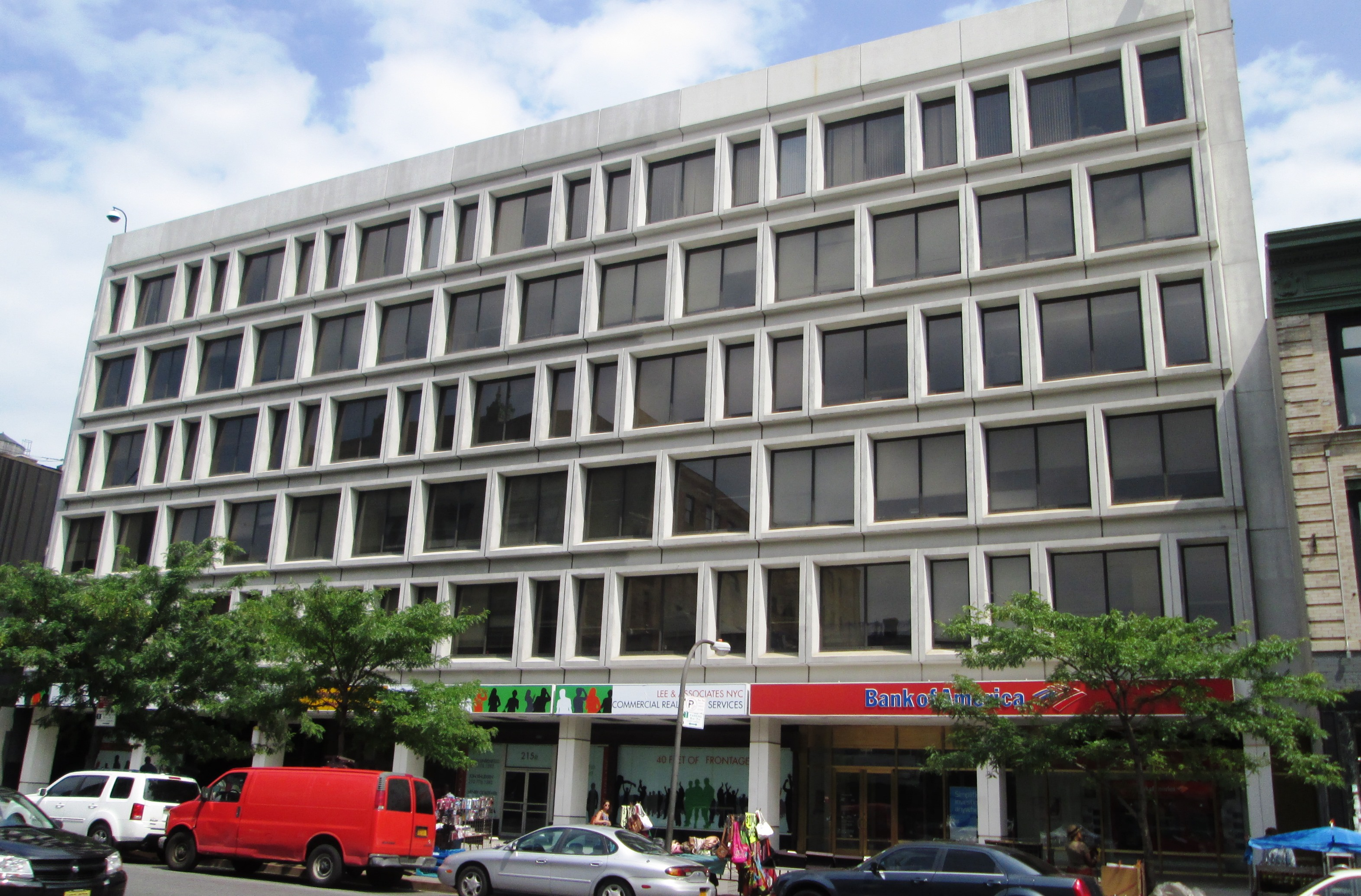
シドナム・ホスピタル・クリニック 以前はコモンウェルス・ビルディング[12] (215 西125丁目)

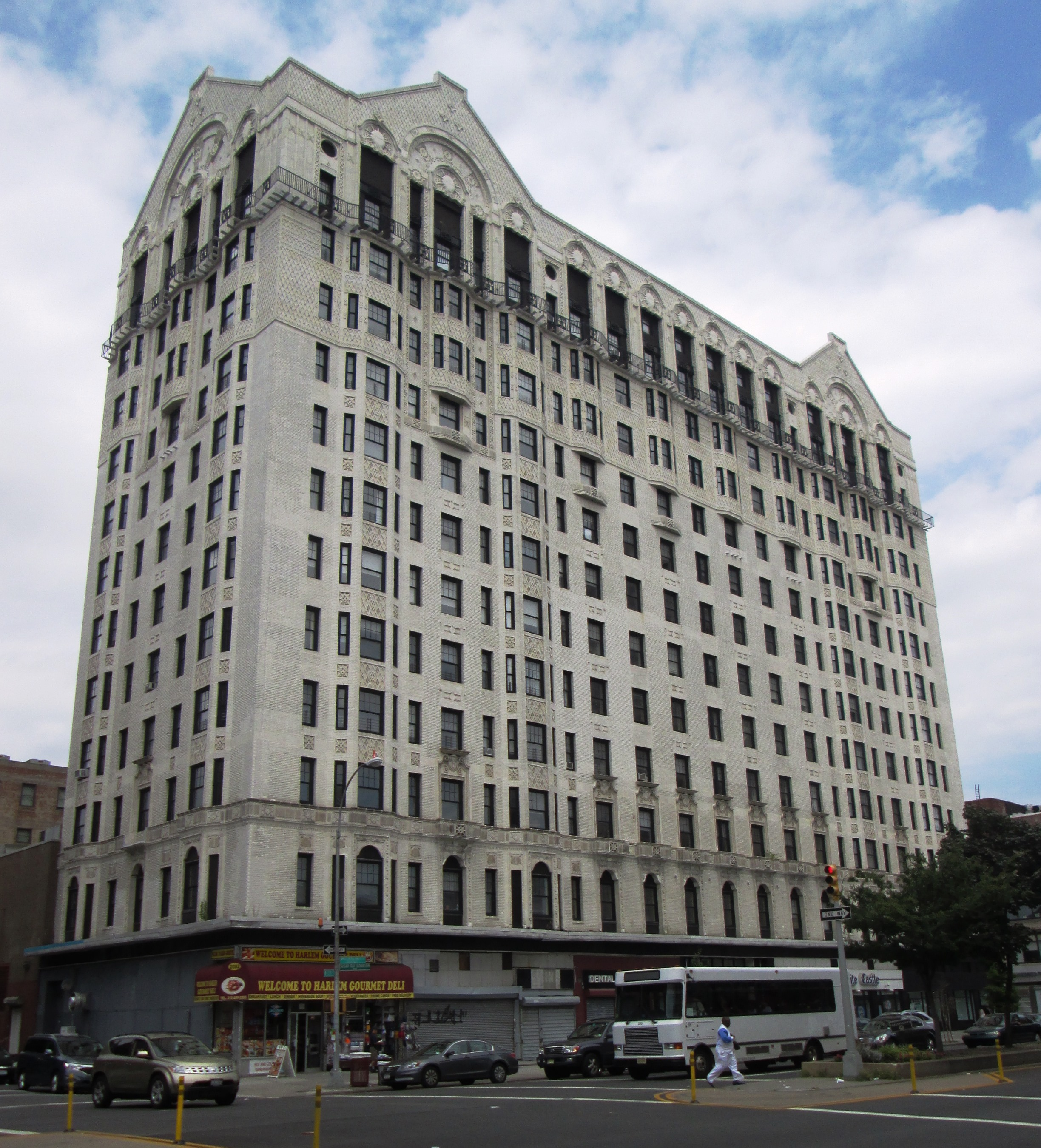
ホテル・テリーザのテリーザ・タワー ニューヨーク市歴史建造物およびNRHPに登録 (西125丁目&アダム・クレイトン・パウエル・ジュニア・ブールバード)
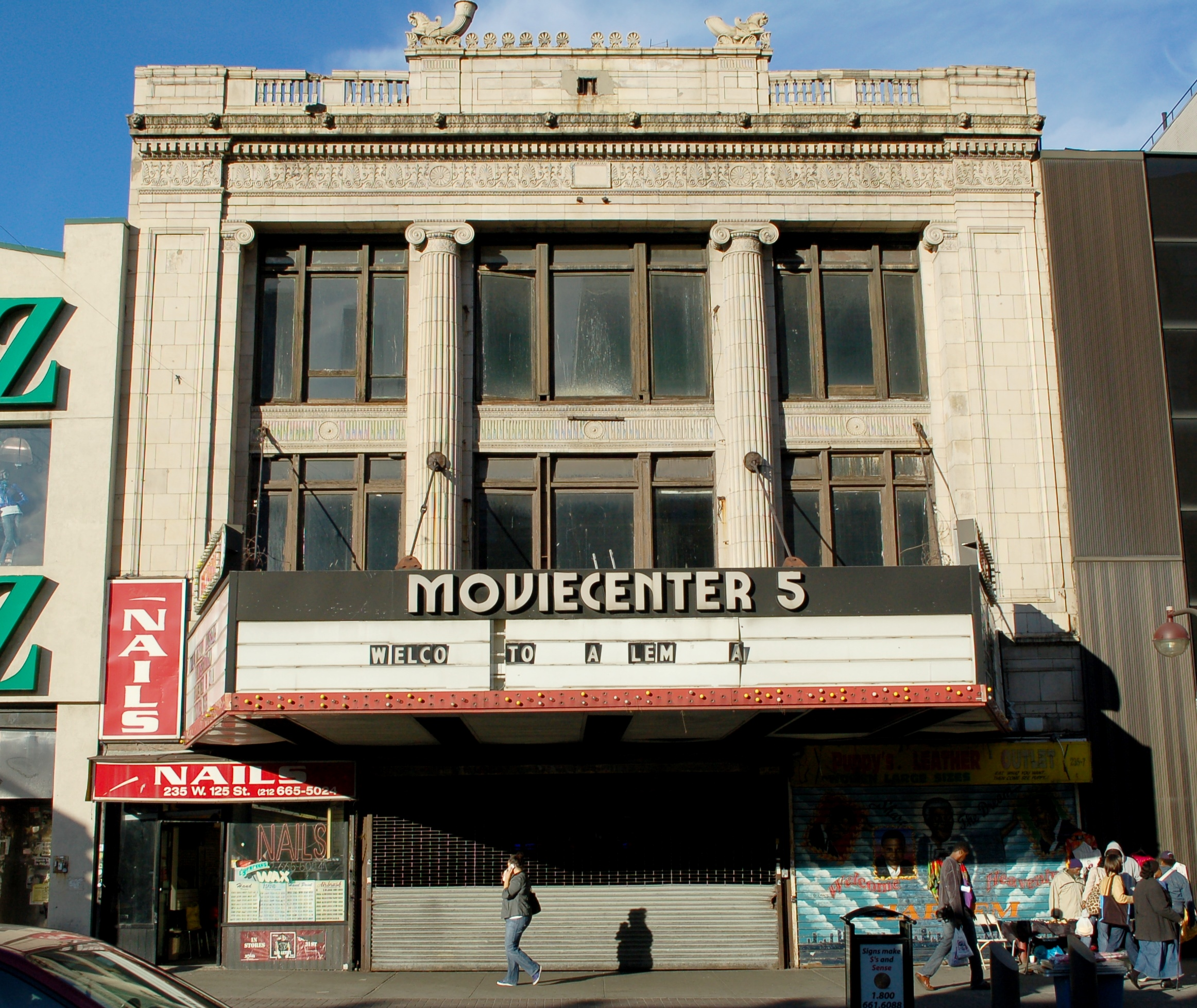
ビクトリア・シアター、現在複合用途の建物に改装中[13] (237 西125丁目)
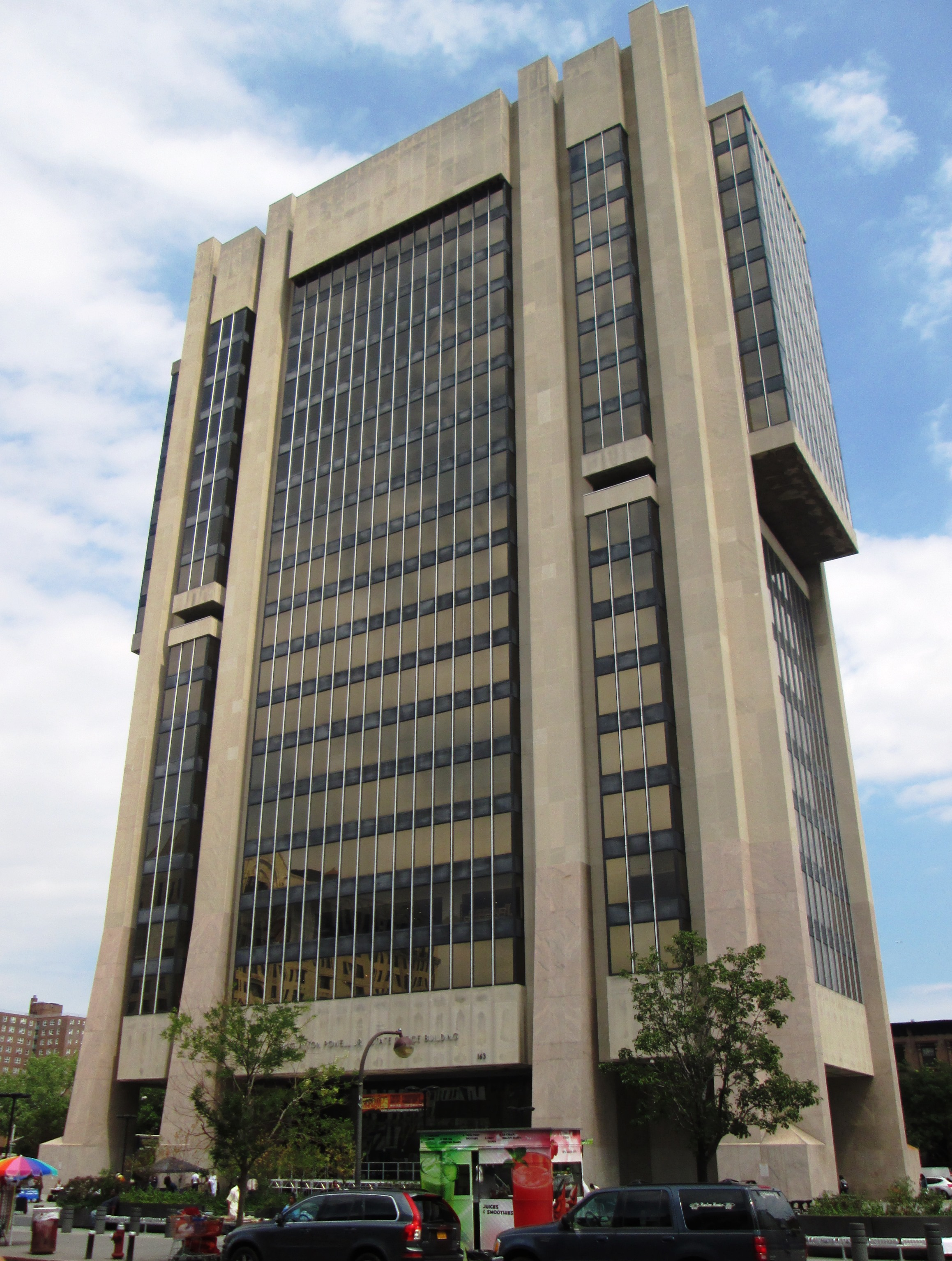
アダム・クレイトン・パウエル・ジュニア・ステート・オフィス・ビルディング (163 西125丁目)
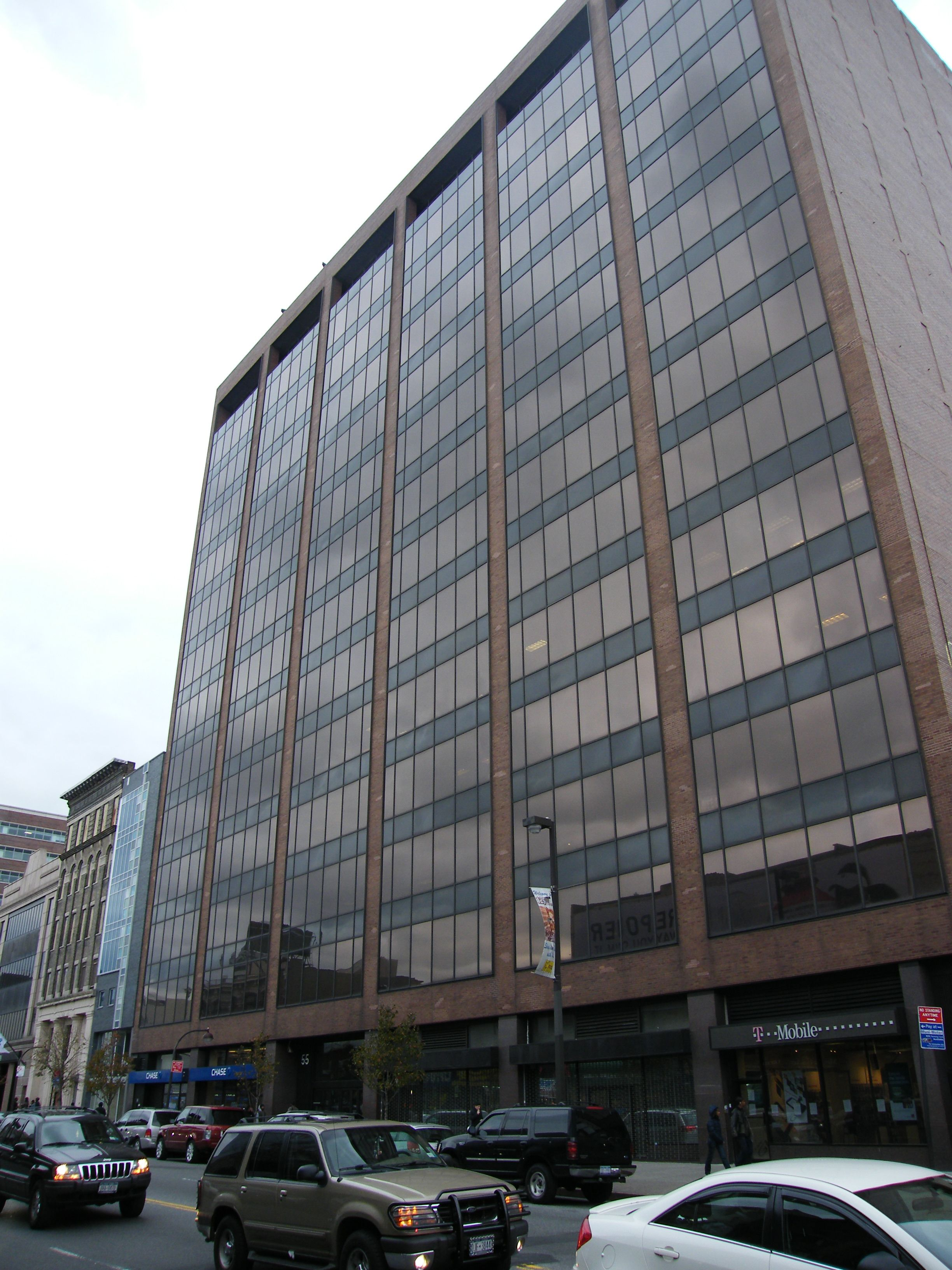
55 西125丁目 ビル・クリントンのオフィスがある。

## 著名な居住者
- 2011年現在、第42代アメリカ合衆国大統領を歴任したビル・クリントンが125丁目にオフィスを構えている[14][15]。

## ポップカルチャー
- ルー・リードが1964年に結成したバンドヴェルヴェット・アンダーグラウンドが1967年に発表したデビューアルバム『ヴェルヴェット・アンダーグラウンド・アンド・ニコ』に収録された"僕は待ち人"において、レキシントン・アベニューと125丁目の交差点がヘロインを購入する場所として歌われている。